# Verzuolo
Verzuolo (piemontesisch Vërzeul) ist eine italienische Gemeinde in der Provinz Cuneo (CN), Region Piemont.

## Lage und Einwohner
Verzuolo Der Ort liegt etwa 26 km nördlich von der Provinzhauptstadt Cuneo auf einer Höhe von 420 m über dem Meeresspiegel. Das Gemeindegebiet umfasst eine Fläche von 26 km² und hat 6439 Einwohner (Stand 31. Dezember 2023). Die Gemeinde besteht aus den Fraktionen (Frazioni) Falicetto, Villanovetta, Papò, Chiamina, S. Bernardo, Pomerolo und Verzuolo. 
Die Nachbargemeinden sind Costigliole Saluzzo, Lagnasco, Manta, Pagno, Piasco, Savigliano und Villafalletto.

## Geschichte

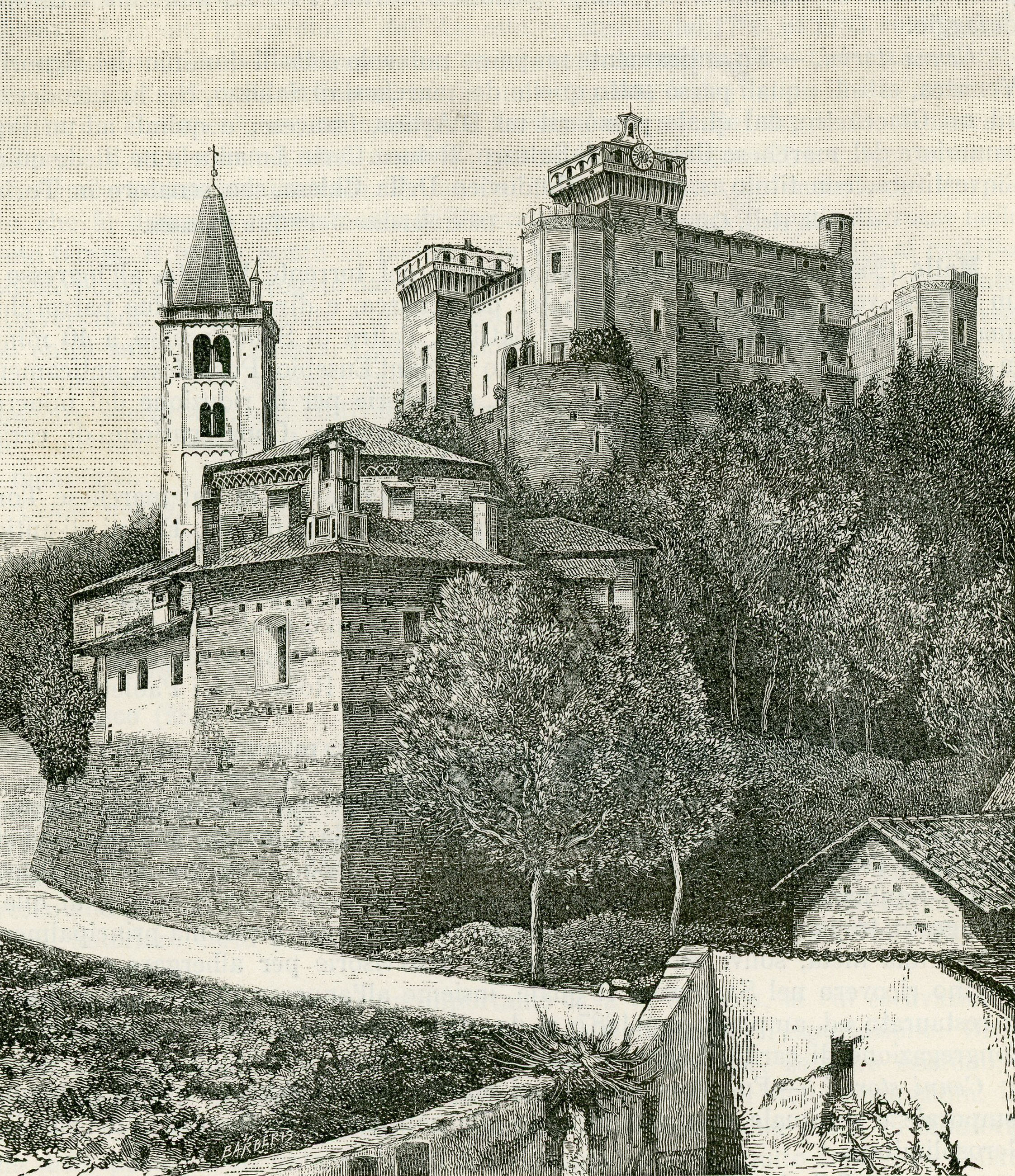
Das Schloss auf einem Holzschnitt von 1891

Einige der Felsritzungen oberhalb von Verzuolo könnten auf die Bronzezeit zurückgehen (2200–900 v. Chr.). Sie gehören wohl in die gleiche Epoche, wie die am RocceRé im Mairatal.
1068 erscheint der Name des Dorfes erstmals in einer Schenkungsurkunde. 1159 erhielt Bischof Karl I., Erzbischof von Turin, von Kaiser Friedrich I. curtem de Verciolo cum castellis et turribus et districto. Am 2. Oktober 1165 verliehen Robaldo und Bartolommeo, die Söhne des Tidino de Monte Rossetto, den Besitz an Manfredo di Saluzzo. Damit kam der Ort an die Markgrafschaft Saluzzo. Manfredo wiederum setzte Robaldo und Bartolommeo als seine Lehnsnehmer als Herren des Gebietes ein.

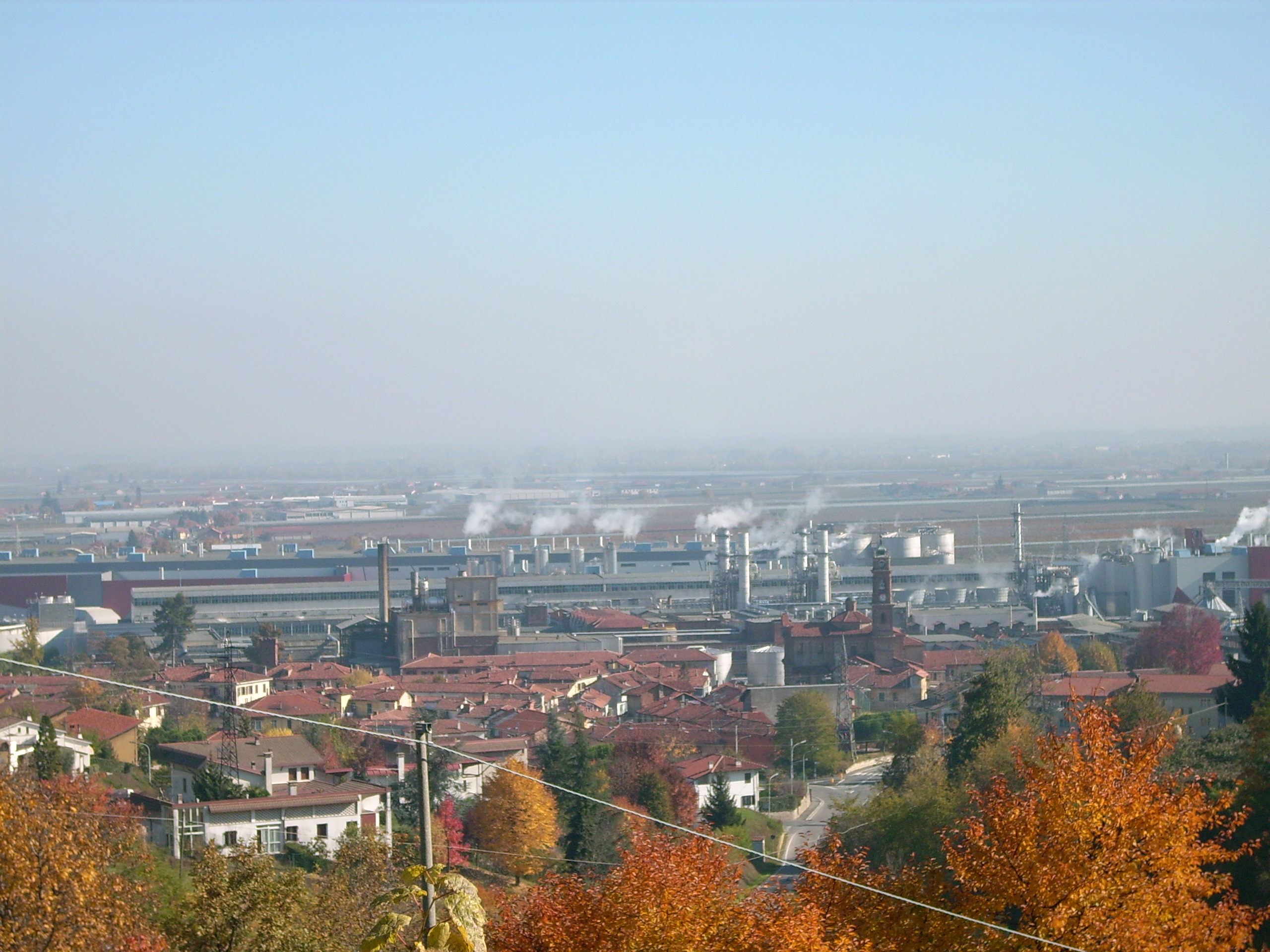
Panorama

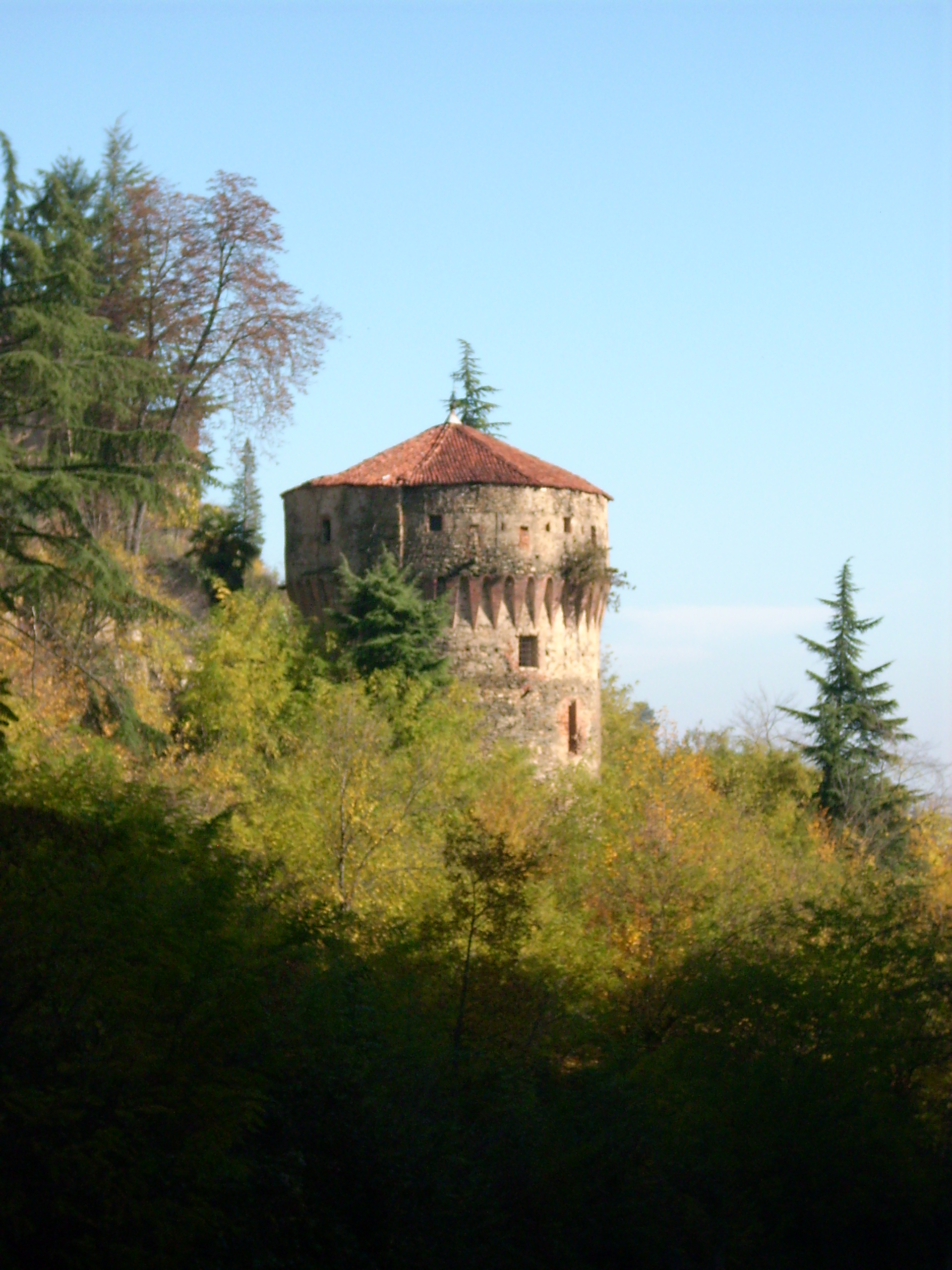
Kastellturm von 1377; er entstand auf Ruinen des 11. Jahrhunderts

1377 entstand das Castello di Verzuolo, das noch heute besteht, auf den Ruinen der von Federico II. di Saluzzo zerstörten Vorgängerburg. Dieser ließ 1389 eine dem hl. Michael geweihte Kirche errichten. 2016 wollten die Besitzer, die Familie Barbiellini Amidei, die Burg verkaufen. Nach der Vernichtung der waldensischen Gemeinde wurde 1602 eine Mission des Kapuzinerordens eingerichtet.
1565 kam es auch in Verzuolo zu massiven Übergriffen seitens der Waldenser, während diese durch ein Zusammengehen der katholischen Savoyer und Franzosen vertrieben werden sollten. Die Katholiken wurden am 3. September 1565 aus dem Dorf vertrieben, wobei Giovanni Bunis sofort getötet wurde, Giovanni Maero wurde jedoch zuvor gefoltert. Beide wurden tot in den Fluss geworfen. Der 3. September wurde später, nach der Vertreibung der Waldenser, zum Feiertag erhoben.
Spätestens seit Ende des 18. Jahrhunderts existierte ein Markt, der jeden Dienstag stattfand. Um sich militärisch gegen Frankreich zu schützen, befestigten Savoyen die Täler und errichtete Straßen, um schweres Gerät, wie Kanonen, schnell herbeibringen zu können, bzw. zwischen den Tälern bewegen zu können. Dabei führte die alte Straße von Manta nach Verzuolo, bis sie Anfang des 18. Jahrhunderts durch die heutige Straße nach Pinerolo, wo eine Kaserne bestand, die Richtung Saluzzo und weiter nach Cuneo führte.
1854 arbeiteten im Ort mit seinen 3.415 Einwohnern 215 filatoi (Spinner) in der örtlichen Garnindustrie, verteilt auf acht Spinnereien und drei Spinnmaschinen. Die dort in drei Betrieben hergestellte Seide wurde vor allem in Turin angeboten. Das Vieh des Tales, aber auch Getreide wurde auf den Märkten von Saluzzo und Villafalletto verkauft.
Am 24. Oktober 1880 hielt erstmals eine Eisenbahn in Verzuolo, die maximal 25 km/h fuhr, wobei sich der seinerzeitige Bahnhof an der Kreuzung der Straße von Falicetto befand, unmittelbar nach Eintritt in Verzuolo, auf der rechten Seite. Der Bahnhof erhielt auch eine Telegrafenstation. Die Bahnstrecke Savigliano–Saluzzo–Cuneo wurde 2012 stillgelegt.
Im Frühjahr 1899 schloss die Gemeinde mit Tommaso Toesca einen auf zehn Jahre angelegten Vertrag, in denen das Unternehmen für die elektrische Beleuchtung in dem Ort sorgen sollte. Die dazu gegründete Gesellschaft aus Toesca, Luigi Burgo und anderen firmierte als Alimoda Burgo & C und wurde beim Mulin Cit ansässig. Die mit einer kleinen Turbine angetriebene Anlage, genannt Calzoni, ermöglichte es, die Petroleumlampen durch 19 elektrische im Jahr 1902 zu ersetzen.

## Persönlichkeiten
- Flavio Briatore (* 1950), Sport- und Industriemanager